# Maatjes
De Maatjes is een tekenfilmserie op de tv-zender Nickelodeon, gebaseerd op gebeurtenissen in een echte familie.

## Geschiedenis
Op maandag 7 juni 2004 ging op Nickelodeon de campagne "De Nickelodeon Familiewedstrijd" van start. Nickelodeon zond dagelijks van vroeg tot laat een spotje uit waarin de kijker opgeroepen werd om zich in te schrijven voor de allergrootste en allerleukste wedstrijd die er ooit op de kinder-tv gehouden was.

## De familie
Op 23 oktober 2004 introduceerde Nickelodeon De Maatjes, een tekenfilmserie over de familie Maat uit Willemstad (Noord-Brabant). De serie bestaat uit 10 afleveringen, elke aflevering is gebaseerd op een echte gebeurtenis uit het leven van de Familie Maat.
De familie Maat bestaat uit vader Sietse, moeder Dalina, de 11-jarige Laura, de 9-jarige Rose en Jelle (leeftijden in 2004). De 7-jarige Jelle heeft zijn familie opgegeven voor de Nickelodeon Familie wedstrijd en beschrijft zijn familie als de leukste van Nederland.
- Moeder Dalina, de spil van het gezin, barst van de creativiteit, heeft een eigen winkel, ontwerpt kleding en geeft workshops.
- De 41-jarige vader Sietse, marketingmanager en zeer actief in de gemeenschap, houdt van sporten en is altijd wel in voor een grapje.
- Zusje Laura speelt het liefste gitaar en kan zeer goed voetballen, ze is zelfs topscoorder van haar club. Ze zou alleen iets minder mogen plagen.
- Zusje Rose houdt van scouting, gym en is net als haar moeder altijd druk bezig met knutselen.
- Jelle gaat het liefste met vrienden naar scouting en is graag op het voetbalveld te vinden, maar vindt spelen op de PlayStation het ‘allercoolst’. Zijn grote Nickelodeonheld is SpongeBob. Een gastrolletje in SpongeBob SquarePants ziet hij dan ook wel zitten.